# Bučečovci
Bučečovci – wieś w Słowenii, w gminie Križevci. W 2018 roku liczyła 245 mieszkańców.